# Argo (mytologi)

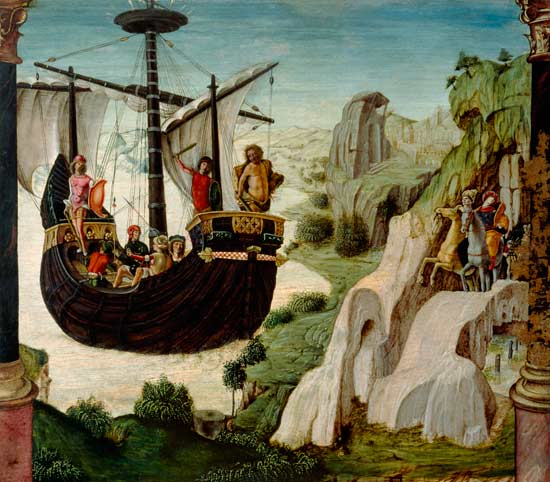
Argo (ca. 1500-1530), målning av Lorenzo Costa

Argo var i grekisk mytologi det skepp som Jason och argonauterna seglade från Iolkos till Kolchis för att hämta det gyllene skinnet. Skeppet, "det snabbseglande" byggdes av hjälten Argos med gudinnan Athenas hjälp. Athena fogade in ett stycke av Zeus talande ek i Dodona i fören. Eken uttalade profetiska ord då och då under färden.